# Taiyō Namazuta
Taiyō Namazuta (japanisch 鯰田 太陽 Namazuta Taiyō; * 13. April 1999 in der Präfektur Saitama) ist ein japanischer Fußballspieler.

## Karriere
Taiyō Namazuta erlernte das Fußballspielen in der Jugendmannschaft von Kashiwa Reysol sowie in der Universitätsmannschaft der Sendai University. Seit dem 21. September 2021 ist er von der Universität an Kamatamare Sanuki ausgeliehen. Der Verein aus Takamatsu, einer Stadt in der Präfektur Kagawa, spielt in der dritten japanischen Liga. Sein Drittligadebüt gab Taiyō Namazuta am 26. September 2021 (20. Spieltag) im Heimspiel gegen den Yokohama Sports & Culture Club. Hier wurde er in der 68. Minute für Kazuki Iwamoto eingewechselt. Yokohama gewann das Spiel 1:0. 2021 absolvierte er zehn Ligaspiele. Nach der Ausleihe wurde er von Sanuki am 1. Februar 2022 fest unter Vertrag genommen.